# Подільське трамвайне депо
Поді́льське трамва́йне депо́  — депо Київського трамвая, що обслуговує всю правобережну мережу, окрім Правобережної лінії Київського швидкісного трамвая, яку обслуговує депо імені Шевченка. Утворене у 1891 році і мало назву Троїцьке. У 1920-х роках депо змінило назву на Депо імені Красіна. У 2005 році у депо був зроблений капітально-відновлювальний ремонт через закриття Лук'янівського трамвайного депо. Потім депо стало Подільським. Усі вагони Лук'янівського трамвайного депо були передані у Подільське. Також на території подільського трамвайного депо розташований Київський завод електротранспорту

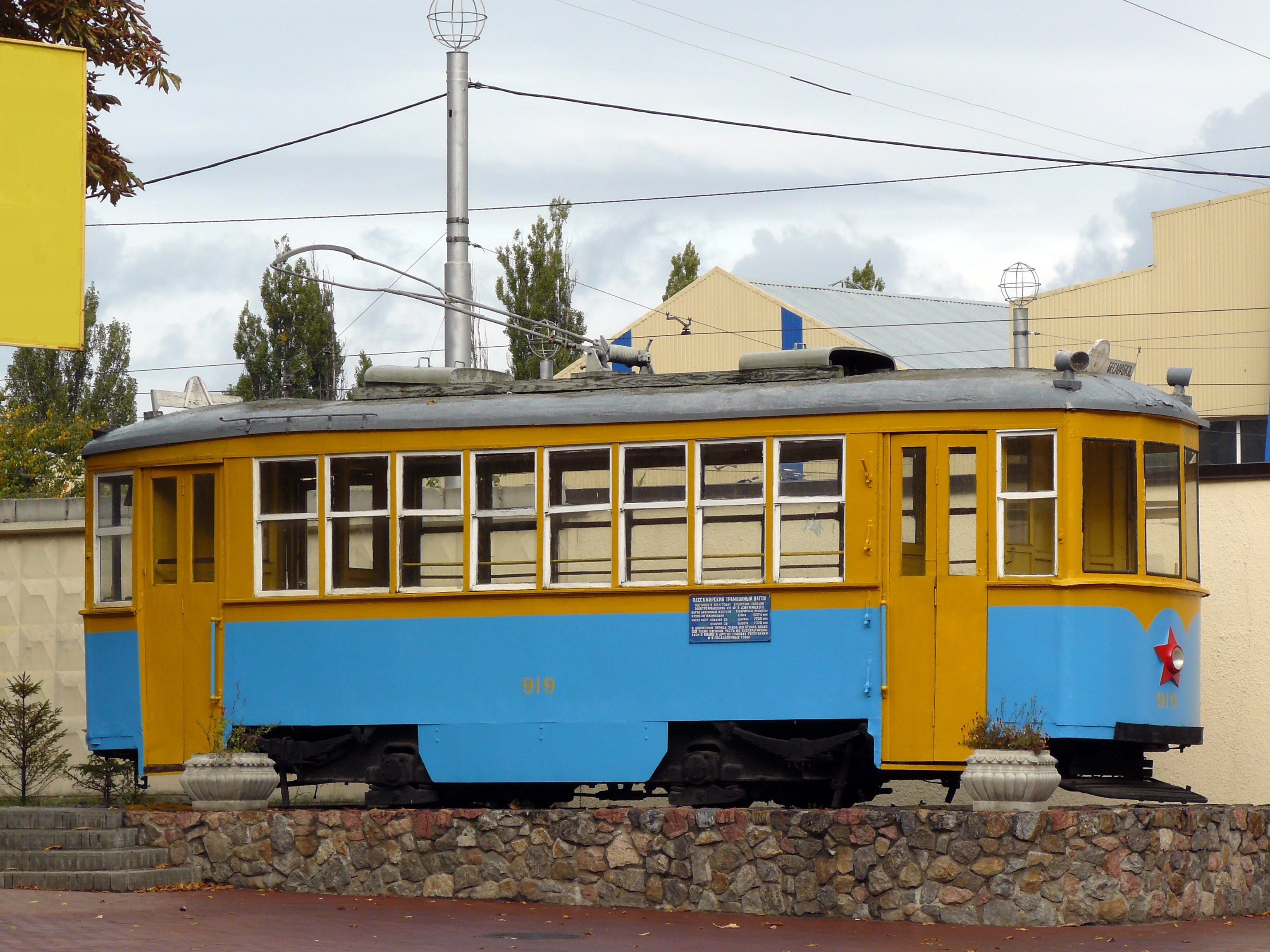
Трамвай-пам’ятник

## Історія
Трамвайне депо на Кирилівській вулиці було відкрито 1891 року для потреб кінного трамвая та спочатку називалося «Троїцьке депо». Депо було електрифіковано у 1890-х роках, та на початку XX століття обслуговувало маршрути північної частини міста.
Робітники депо підтримали Куренівське повстання 1919 року проти більшовиків і 10 квітня того року надали істотну допомогу повсталим (доправляли їх трамваями на Поділ і в центр міста, постачали набої тощо).
У 1920-ті роки змінило назву на «Трамвайне депо імені Красіна».
13 березня 1961 року територія депо опинилася в зоні затоплення під час техногенної Куренівської катастрофи. Загинуло кілька десятків співробітників підприємства, було зруйновано будівлі депо, знищено більшу частину рухомого складу та обладнання.
За ініціативою керівника технічного відділу КП «Київпастранс» Брамського Казимира Антоновича та директора музею київського електротранспорту Лівінської Лідії Архипівни у пам'ять про загиблих унаслідок Куренівської трагедії працівників трамвайного депо біля його входу у 1995 році відкрито пам'ятний знак, на території підприємства споруджено каплицю та організовано збір даних про загиблих.
2005 року, у зв'язку з ліквідацією Лук'янівського депо, трамвайне депо імені Красіна було об'єднане з ним в єдине Подільське депо, що розташувалося на території депо імені Красіна. Сюди перейшли вагони з обох парків.
На початку 2019 року оголошення у всіх трамвайних маршрутах Києва почали дублювати англійською мовою (українська - англійська).

## Маршрути, що обслуговуються
- № 11 «Контрактова площа — Вулиця Йорданська» (в теперішньому вигляді існує з 2006 року)
- № 12 «Контрактова площа — 14 лінія» (в теперішньому вигляді існує з 1944 року)
- № 14 «Контрактова площа — Проспект Відрадний» (в теперішньому вигляді існує з 1982 року)
- № 15 «Вулиця Старовокзальна — Проспект Відрадний» (в теперішньому вигляді існує з 1991 року)
- № 16 «Контрактова площа— Станція метро «Героїв Дніпра» (в теперішньому вигляді існує з 1982 року)
- № 17 «14 лінія — Вулиця Йорданська» (існує з 2014 року)(Подовжено в 2017 році)
- № 17Д «14 лінія — Ст.м Героїв Дніпра» (існує з 2019 року)
- № 18 «Контрактова площа — Вулиця Старовокзальна» (в теперішньому вигляді існує з 2000 року)
- № 19 «Контрактова площа — Площа Тараса Шевченка» (в теперішньому вигляді існує з 1944 року)

## Скасовані маршрути, що обслуговувалися депо з часу його заснування (2005)
- № 4 «Станція метро „Героїв Дніпра“ — Вулиця Лайоша Гавро» (у такому вигляді існував з 1982 року, закритий 2006 року)
- № 5 «Контрактова площа — Бульвар Дружби Народів» (у такому вигляді існував з 2004 року, закритий 2011 року)
- № 11к «Вулиця Скляренка — Вулиця Лайоша Гавро» (існував з початку 2000-х років, закритий 2014 року)

## Скасовані маршрути, що обслуговувалися депо імені Красіна з2000року
- № 34 «Контрактова площа — Вулиця Ентузіастів» (у такому вигляді існував з 1970 року, закритий 2003 року)

## Рухомий склад
На 28.12.2012 року на балансі депо перебуває 106 пасажирських та 13 службових вагонів:
- Tatra Т3 — з 1978 року

## Керівники
- Микола Окольничий (1968–2004)
- Антатолій Захарчук (2006–2009)
- Володимир Горейко (2009-2015)
- Юрій Лесюк (2015)
- Олександр Мельнік (2024)
- Анатолій Захарчук (до 2024)